# サブ族
サブ族（サブぞく、Sab）は、南スーダンに住む、ナイロ・ハム系部族。

## 居住地
南スーダンの最南端、ジュバ地域の白ナイル川上流地帯に住んでいる。ほとんどが村に定住しているが、1年の何ヶ月間かを放浪して生活するものもいる。

## 生活
主食である雑穀のほか、バナナ、豆類を栽培している。ラクダ、ヤギを飼育している。

## 宗教
大半がイスラム教徒である。